# Yehuecauhceratops
Yehuecauhceratops („pradávná rohatá tvář“) byl rod menšího býložravého ceratopsidního dinosaura, který žil v době před asi 72,5 miliony let, v období pozdní křídy (konec geologického stupně kampánu). Jeho fosilie byly objeveny na území mexického státu Coahuila. Jediným známým druhem je Y. mudei, formálně popsaný v roce 2017. Objevené exempláře tohoto dinosaura byly vykopávány v letech 2007 až 2011.

## Popis

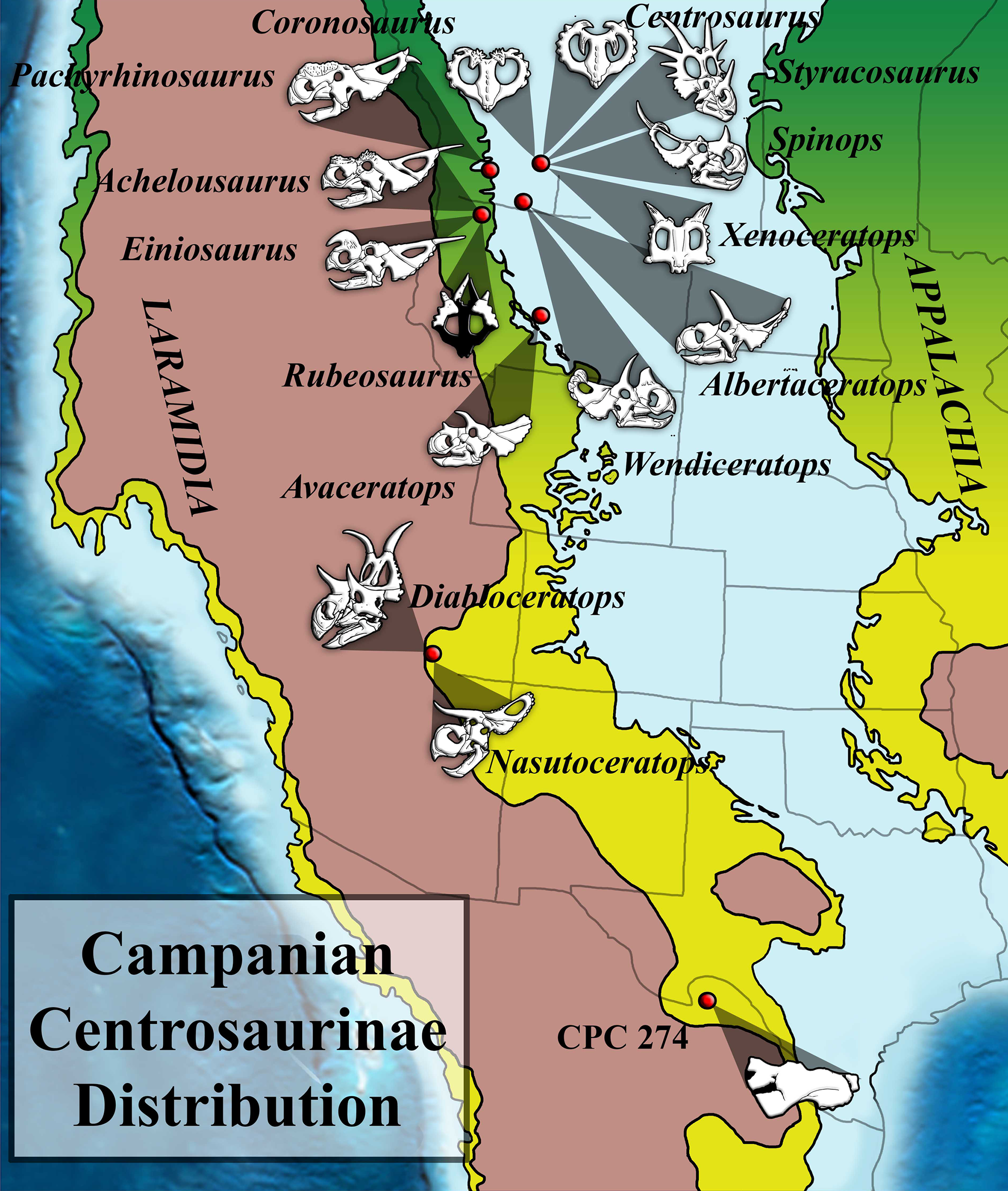
Rozšíření centrosaurinů na jihu subkontinentu Laramidie, Yehuecauhceratops je nejníže zobrazený bod.

Tento ceratopsid patřil mezi menší druhy, protože jeho celková tělesná délka činila jen asi 3 metry. Jednalo se přitom o téměř dospělé nebo plně dospělé jedince, kteří již o mnoho větší ani ve své plné dospělosti nebyli.

## Příbuzenství
Nejbližšími známými příbuznými tohoto rodu byly zřejmě rody Nasutoceratops, Crittendenceratops, Avaceratops a Menefeeceratops. Společně tyto rody tvoří klad Nasutoceratopsini, formálně stanovený roku 2016. Ten ale není uznáván všemi paleontology.